# Охоронна зона Антарктиди

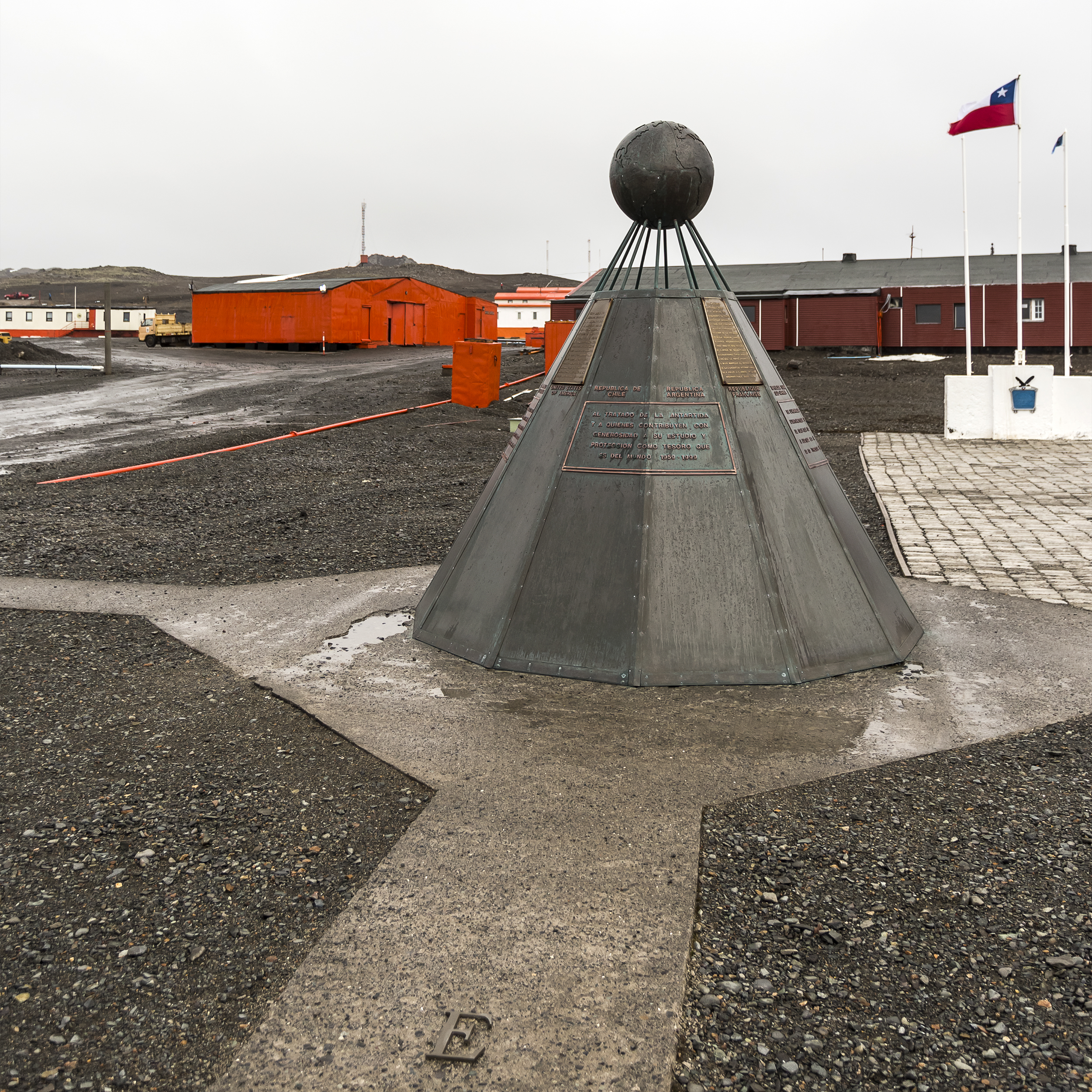
Пам'ятник Антарктичному Договору

Емблема Антарктичного Договору

Охоронна зона Антарктиди — територія, що охороняється в рамках системи Договору про Антарктику . У цій системі є три типи заповідних територій:
- Спеціально захищена територія Антарктики (АСПА) у рамках узгоджених заходів щодо збереження фауни та флори Антарктики (1964 р.) та Додатку V до Протоколу з навколишнього середовища (2002 р.)
- Спеціально керована територія Антарктики (ASMA) згідно Додатку V до Протоколу з навколишнього середовища (2002)
- Історичний пам'ятки чи пам'ятники (HSM)

Для захисту цих районів були розроблені рекомендації для вчених та інших відвідувачів.

## Історія укладання договору
Територіальні претензії на землю Антарктиди почалися ще в 1908 році, коли сім країн висунули претензії між ними і 1943 року. Ці країни були Аргентина, Чилі, Австралія, Велика Британія, Нова Зеландія, Норвегія та Франція.
Коли Велика Британія запропонувала трьом країнам сперечатися зі своїми справами в Міжнародному суді в 1947 та 1955 роках, Аргентина та Чилі відмовилися. Тоді було запропоновано, щоб ті, хто цікавився континентом, відкинули свої розбіжності і мали спільний контроль над ним. Інші пропозиції, подані перед країнами Організації Об'єднаних Націй, намагалися створити міжнародну угоду про управління Антарктикою і навіть створити піклування ООН. Але всі вони не змогли здобути тягу.
Договір про Антарктику окреслив захист континенту та ефективно припинив напруженість над територіальними претензіями. Хоча договір не змушує будь-яку країну відмовитися від свого права на територіальні претензії або позбавляти суверенітет над цією землею, вона перешкоджає країнам-членам заявляти про ці вимоги через будь-яку мирну діяльність.
У преамбулі говориться: «… в інтересах всього людства, що Антарктида буде назавжди продовжувати використовуватись виключно в мирних цілях і не стати ареною або об'єктом міжнародних розбрат». Стаття 1 призводить до вимоги миру, забороняючи будь-яку військові дії, бази та випробування зброї. Стаття V навіть забороняє ядерні вибухи та розпорядження ядерним матеріалом на континенті, фактично усуваючи ядерні випробування або безпосереднє забруднення в Антарктиці.
З цього часу Договір про Антарктику включав інші угоди, які спільно називають системою Договору про Антарктику (АТС), і тому має кількість членів. У 2015 році на території Антарктиди було 50 країн, що належать до АТС.